# Osbornellus compressus
Osbornellus compressus är en insektsart som beskrevs av Rauno E. Linnavuori 1959. Osbornellus compressus ingår i släktet Osbornellus och familjen dvärgstritar. Inga underarter finns listade i Catalogue of Life.